# G-Man
G-Man és un personatge recurrent de la sèrie Half-Life. És conegut perquè mostra un comportament molt peculiar i capacitats més enllà d'un humà normal, la seva veritable identitat i lo seus objectius són gairebé desconeguts. G-Man exerceix el paper d'un supervisor i empresari, vigilant el jugador en el progrés del joc.
Malgrat tenir aparença humana, parla d'una forma molt estranya, com si tingués algun impediment de parla. Sempre és vestit molt formalment, de color blau amb una corbata, i en general va amb un maletí, per la qual cosa se suposa que els científics del joc el van confondre amb un agent del govern.
Sovint és comparat per molts fans amb Palmer Eldritch, pels poders que demostra tenir: Detenir el temps; viatjar d'un costat a l'altre en segons; mantenir a gent tancat per anys, mentre l'individu creu que sol han passat minuts... i encara que no es consideri un poder, sembla que les criatures de Xen (Aliens) li tenen por i/o respecten.
G-Man després de ser un vigilant entre les ombres en Half-Life, en la seqüela Half-Life 2 obliga a Gordon Freeman a ser el seu empleat, per a fins poc productius. Després que aquest aconseguís destruir el reactor de la ciutadella, G-Man torna a posar-lo en estat d'èxtasi.
Tanmateix en Half-Life 2: Episode One (la primera expansió de Half-Life 2) podem veure com els Vortigaunts aconsegueixen detenir-lo (encara que no se sap per quant temps) i rescatar Gordon.

## Aparença
Sempre es veu portant una cartera, i els jugadors han discutit sovint el seu contingut. En el Half Life 1 original, utilitzant el noclip (un truc/Trampa/Xeto), o amb l'ajut d'un espectador modèlic, és possible veure què porta dins de la seua maleta. Tanmateix, ha assenyalat sovint que perquè el contingut de la cartera només es pot veure enganyant o utilitzant eines de desenvolupament de joc.
El contingut de la seua maleta, sembla de la manera següent:
- 3 llapis
- 2 carpetes amb fulls
- Una pistola de 9 mm en una pistolera
- Un carnet d'identitat
- Un ordinador portàtil

## ¿ Qui es G-Man?
- Una de les teories més famoses és que G-man sigui en realitat Gordon Freeman en un futur, i que ha vingut per fer-lo evitar alguna cosa del seu passat. Molts dels fans mantenen aquesta teoria des de Half-Life, encara que teories menys populars han nascut.

- Una segona teoria sobre G-Man és que és una entitat alienígena mercenària, per la qual cosa encaixaria que G-man vigilés d'igual forma al sergent Shepard i a Freeman, utilitzant el més indicat per a la seva comesa. Sembla que segons aquesta teoria, lo seu objectiu, és negociar amb els Vortigaunts (l'única espècie intel·ligent de Xen) i que era destruir a Nihilanth, l'administrador de Xen, i així aconseguir la seva llibertat. A canvi, segons la teoria G-Man rebria el control total sobre Xen.